# John Callis
Pour les articles homonymes, voir Callis et Calles.
John Callis (ou Calles) (mort en 1576) est un pirate gallois du XVIe siècle. Il est actif près des côtes des Galles du Sud, de Cardiff à Haverfordwest. Il vend souvent ses captures et leurs marchandises dans les villages de Laugharne et Carew, près de Milford Haven, au sud de Little Newcastle, Pays de Galles.
Sa carrière de pirate se finit en 1576, lorsque le gouvernement britannique se lance à sa poursuite, sous la pression des pays voisins, et parvient à le capturer. Callis essaye alors de négocier sa libération en échange de son aide pour traquer et capturer d’autres pirates. Les autorités refusent et Callis est pendu à Newport plus tard la même année. À la suite de son exécution, une commission est chargée d’enquêter et d’identifier les commerçants qui ont fait affaire avec des pirates dans les comtés de Cardigan, Pembroke, Carmarthen, Monmouth et Glamorgan. Une liste de ces commerçants est établie par la commission et les coupables reçoivent une amende.

## Sources
- (en) Cet article est partiellement ou en totalité issu de l’article de Wikipédia en anglais intitulé « John Callis (pirate) » (voir la liste des auteurs).